# Epigynopteryx fulva
Epigynopteryx fulva är en fjärilsart som beskrevs av Warren. Epigynopteryx fulva ingår i släktet Epigynopteryx och familjen mätare. Inga underarter finns listade i Catalogue of Life.